# Wagony KPS nr 6–7 (tramwaje w Brnie)
Wagony KPS nr 6–7 – typ dwuosiowego tramwaju dwukierunkowego, wyprodukowanego w zakładach Brünn-Königsfelder Maschinenfabrik w Královo Polu w 1904 r. dla brneńskiego przewoźnika Společnost brněnských elektrických pouličních drah. Ta seria dwóch wagonów wywodziła się od wcześniej wytworzonych královopolskich wagonów nr 1–5 z 1903 roku.

## Historia
W wyniku realizacji projektu rozbudowy sieci tramwajowej w Brnie, w latach 1900–1906 stopniowo budowano nowe linie tramwajowe. Pojawiło się zapotrzebowanie na nowy tabor silnikowy, gdyż starsze wagony nie były wyposażone w silniki i pochodziły z czasów tramwaju parowego (1884–1900) i tramwaju konnego (1876–1880), a stare lokomotywy parowe nie mogły być dłużej eksploatowane z powodu znacznego zanieczyszczania powietrza w mieście.
Na przełomie XIX i XX wieku przeprowadzono elektryfikację trakcji parowej, a stare lokomotywy przeniesiono do obsługi ruchu towarowego. Do 1903 roku tabor tramwajowy powiększył się o nowe wagony silnikowe nr 1–41 (z Grazu) oraz nr 1–5 (z Královo Pola). Sieć tramwajowa rozrastała się, a wraz z nią zwiększała się liczebność wagonów. Seria 6–7 stała się kontynuacją dostaw tramwajów z 1903 roku.

## Konstrukcja
Nadwozie tramwajów serii 6–7 przypominało wyglądem nadwozie tramwajów z serii 1–5, które dostarczono do Brna w 1903 r. Konstrukcję nadwozia tworzył szkielet z walcowanych stalowych profili i drewna, przy czym dolne części boków wagonu wykończono drewnianymi deskami. Dach z nadbudówką wykonano z drewnianych desek pokrytych płótnem. W przedziale pasażerskim umieszczono drewniane siedzenia w układzie 2+1. Nadwozie zamontowano na dwuosiowym wózku napędzanym silnikami typu GE 58 o mocy 25,74 kW (35 KM). Nastawniki B 6-8 umożliwiały ustawienie 9 stopni jazdy oraz 7 stopni hamowania hamulcem elektrodynamicznym. Rezystory wchodzące w skład układu regulacji mocy silników umieszczono pod podłogą. Wnętrze tramwaju oświetlono lampami elektrycznymi. Fabrycznie tramwaje wyposażono w odbieraki pałąkowe, wymienione w latach 30. XX w. na lirowe. Pierwotnie tramwaje otrzymały barwy ciemnobrązowe, zastąpione w latach 1906–1910 biało-czerwonymi.
Od tramwajów z 1903 r. odróżniały się zabudowanymi platformami wejściowymi (w związku z tym większą masą) i innym rozmieszczeniem okien. Nie wprowadzono zmian w wyposażeniu elektrycznym i podwoziu.

## Dostawy
W 1904 r. wyprodukowano 2 wagony tego typu.
| Państwo        | Miasto         | Lata dostaw    | Liczba | Numery taborowe |       |
| -------------- | -------------- | -------------- | ------ | --------------- | ----- |
| Austro-Węgry   | Brno           | 1904           | 2      | 6–7             | [ 3 ] |
| Łączna liczba: | Łączna liczba: | Łączna liczba: | 2      |                 |       |

## Eksploatacja

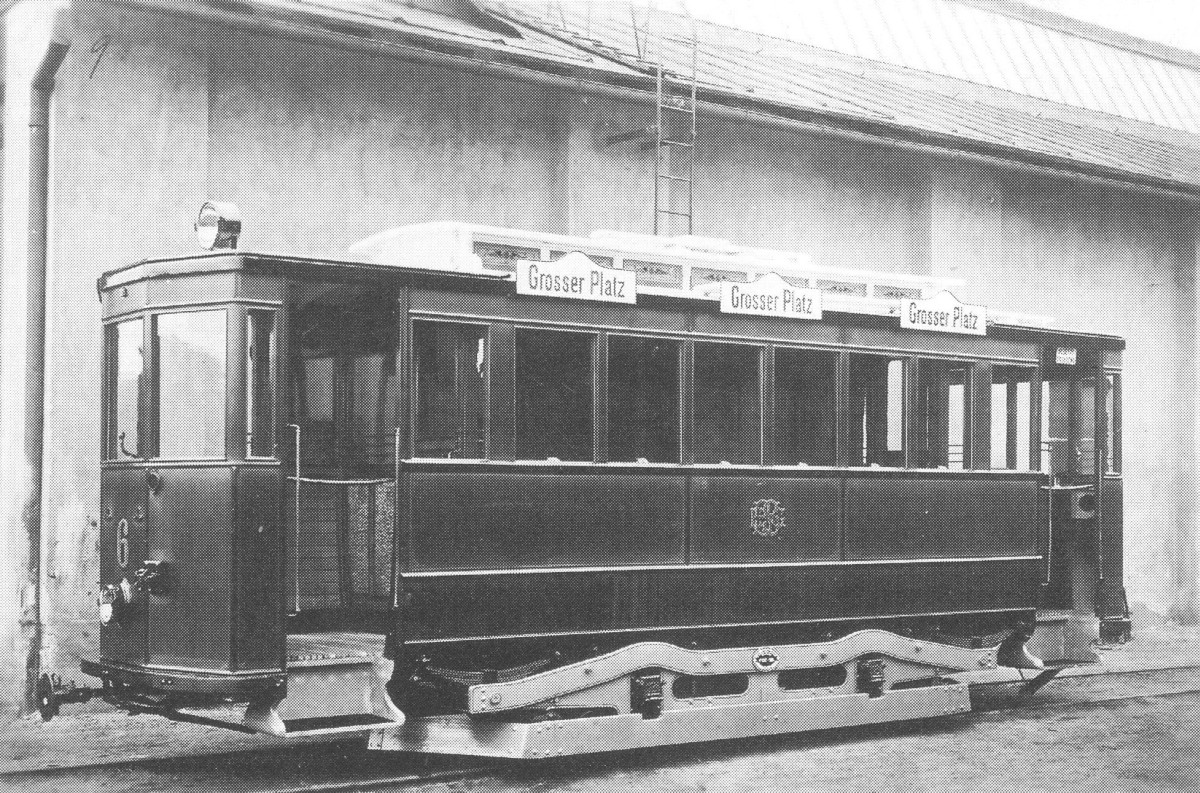
Wagon nr 6 przed wykończeniem w 1904 r.

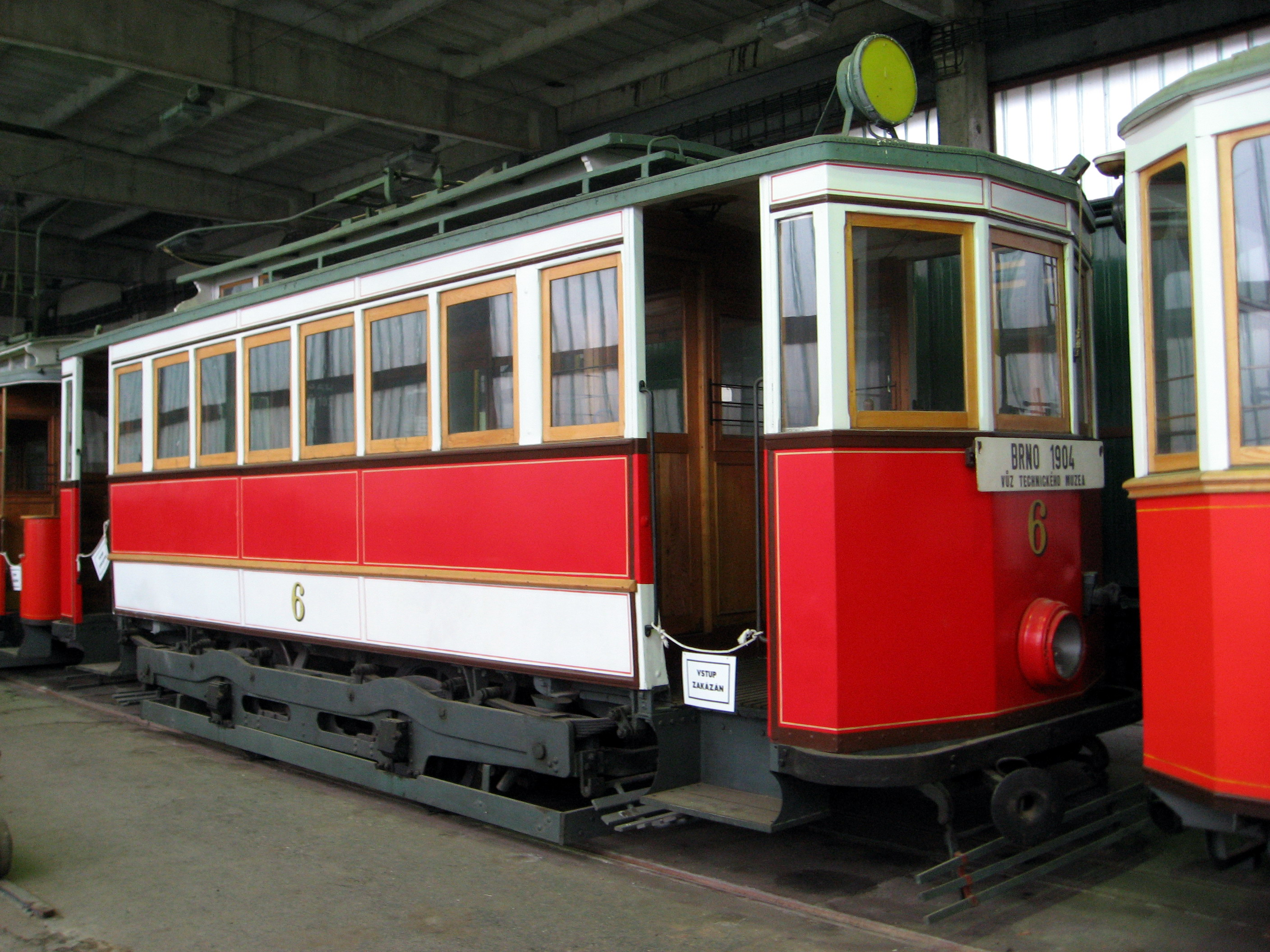
Tramwaj nr 6 w magazynie Muzeum techniki w Líšni

Tramwaje nr 6–7 wprowadziły większy komfort podróży i mniejsze zanieczyszczenie powietrza, podobnie jak starsze tramwaje nr 1–5. Dwa wagony nr 6 i 7, dostarczone w 1904 r., wchodziły w skład ostatniej dostawy w początkach funkcjonowania sieci tramwajów elektrycznych; kolejne nowe tramwaje dostarczono dopiero w 1911 r. Tramwaje nr 6 i 7 kursowały do lat 20. XX stulecia, kiedy to zaczęła się objawiać ich niewielka pojemność i awaryjność. Po 1930 r. w ruchu liniowym pozostał tylko wagon nr 7. Wagon nr 6 stał się częścią taboru technicznego, jednak na początku II wojny światowej ponownie zaczął przewozić pasażerów. Te dwa wagony, wraz z tramwajami serii 1–5, obsługiwały w czasie wojny linię nr 5. W kwietniu 1945 r. w czasie pożaru zajezdni Pisárky zniszczeniu uległ wagon nr 7. Wagon nr 6 pozostał w ruchu liniowym, a w 1950 r. w wyniku zmian w systemie numeracji otrzymał nowy numer 3. Jego eksploatację zakończono w 1954.
Nadwozie wagonu nr 6 po jego wycofaniu sprzedano do Náměštia nad Oslavou, gdzie najpierw służyło jako altana, a następnie zostało przewiezione do magazynów węgla w Třebíču. Podczas przygotowań do 100 rocznicy uruchomienia miejskiego transportu publicznego w Brnie, która przypadała na rok 1969, nadwozie tramwaju odnaleźli i przejęli pracownicy DPmB. W pierwszej połowie 1969 r. przeprowadzono remont tramwaju w centralnych warsztatach DPmB i przywrócono mu wygląd z lat 30. i 40. XX wieku. Do odbudowy wagonu wykorzystane zostało podwozie tramwaju technicznego 802 (pierwotnie noszącego numer 5). Tramwaj nr 6, wraz z innymi zabytkowymi wagonami, przekazano w 1971 r. do Muzeum techniki w Brnie, które dołączyło go do swojego powstającego zbioru zabytkowych pojazdów miejskiego transportu publicznego.